# Lista das mais antigas construções do mundo
A lista a seguir mostra quais são as mais antigas construções do mundo, que foram encontradas e datadas após grandes estudos. Uma Construção é definida como sendo uma estrutura feita pelo homem e usada ou intencionada para abrigo ou para qualquer outro propósito de ocupação. Para esta lista ter uma qualidade alguns aspectos devem ser observados:
- ser uma construção reconhecida;
- incorporar características de trabalho de construção a partir da data reivindicada, e ter pelo menos 1,5 m (4,92 ft) de altura;
- ser em grande parte completa ou incluir a construção de trabalho, a esta altura para a maioria de seu perímetro;
- conter uma área fechada e pelo menos um ponto de entrada;

Isto exclui conscientemente ruínas de altura limitada e estátuas. A lista também exclui:
- Dólmen – Os dólmenes caracterizam-se por terem uma câmara de forma poligonal ou circular utilizada como espaço sepulcral. A câmara dolménica era construída com grandes pedras verticais que sustentam uma grande laje horizontal de cobertura. As grandes pedras em posição vertical, denominadas esteios ou ortóstatos, são em número variável entre seis e nove.
- Moledros – são pequenos montículos de pedras.

As datas apresentadas são aproximadas com base na Datação por radiocarbono.
| As mais antigas construções por idade    | As mais antigas construções por idade | As mais antigas construções por idade | As mais antigas construções por idade | As mais antigas construções por idade | As mais antigas construções por idade                                        | As mais antigas construções por idade |
| Construção                               | Imagem                                | País                                  | Continente                            | Primeira construção                   | Uso                                                                          | Notas |
| ---------------------------------------- | ------------------------------------- | ------------------------------------- | ------------------------------------- | ------------------------------------- | ---------------------------------------------------------------------------- | --- |
| Göbekli Tepe                             |                                       | Turquia                               | Ásia                                  | 9500–7500 a.C.                        | Local religioso                                                              | Localizado no sul da Turquia. A narrativa inclui duas fases de uso, que se acredita serem de natureza social ou ritual pelo descobridor do local e pela escavador Klaus Schmidt, datando do 10º ao 8º milênio aC. A estrutura tem 300 m de diâmetro e 15 m de altura. |
| Torre de Jericó                          |                                       | Cisjordânia, Palestina                | Ásia                                  | 8000 a.C.                             | Torre                                                                        | É uma estrutura de pedra de 8,5 metros de altura, construída com pedras brutas, com escada interna de vinte e dois degraus.. |
| Çatalhöyük                               |                                       | Turquia                               | Ásia                                  | 7500–5700 BC                          | Assentamento                                                                 | Um grande assentamento de protocidade neolítica e calcolítica no sul da Anatólia |
| Mehrgarh                                 |                                       | Paquistão                             | Ásia                                  | 7000 a.C.                             | Assentamento                                                                 | Um sítio arqueológico Neolítico situado na Planície de Kacchi do Baluchistão no Paquistão. Ele está localizado perto do Passo Bolan, a oeste do Rio Indo e entre as atuais cidades paquistanesas de Quetta, Kalat e Sibi.                                             |
| Cairn de Barnenez                        |                                       | França                                | Europa                                | 4850 a.C.                             | Tumba de passagem                                                            | Localizada no norte de Finistère e parcialmente restaurada. Mede 72 m (236 ft) de comprimento 25 m (82,0 ft) de largura e 8 m (26,2 ft) de altura. |
| Mamoa de Bougon                          |                                       | França                                | Europa                                | 4700 a.C.                             | Mamoa                                                                        | Um complexo com várias tumbas próximo a Poitiers. |
| Mamoa de Saint-Michael                   |                                       | França                                | Europa                                | 4500 a.C.                             | Mamoa                                                                        | A mamoa forma o que parece um Outeiro de mais de 30 000 m³ (1 060 000 ft³) tendo 125 m (410 ft) de comprimento, 60 m (197 ft) de largura e 10 m (32,8 ft) de altura.                                                                                                  |
| Monte d'Accoddi                          |                                       | Itália                                | Europa                                | 4000–3650 a.C.                        | Possível templo a céu aberto, Zigurate, ou uma Pirâmide de degraus, Mastaba. | Uma plataforma trapezoidal em um monte artificial acessado por uma ponte inclinada. Uma nova datação de radiocarbono mostrou que o primeiro monumento foi construído entre 4000 e 3650 a.C. e o segundo entre 3500 e 3000 a.C.                                        |
| Knap of Howar                            |                                       | Escócia                               | Europa                                | 3700 a.C.                             | Casa                                                                         | Antiga casa de pedra preservada no noroeste da Europa. |
| Ġgantija                                 |                                       | Malta                                 | Europa                                | 3700 a.C.                             | Templo                                                                       | São duas estruturas na ilha de Gozo, a segunda foi construída quatro séculos depois da mais antiga. |
| Longa tumba de West Kennet               |                                       | Inglaterra                            | Europa                                | 3650 a.C.                             | Tumba                                                                        | Localizado próximo do círculo de pedra de Silbury Hill e Avebury. |
| Listoghil                                |                                       | Irlanda                               | Europa                                | 3550 a.C.                             | Tumba de passagem                                                            | No centro de Carrowmore uma tumba de passagem fragmentada, em formato de caixa e rodeada por um parapeito com cerca de 34 m (112 ft) de diâmetro e parcialmente coberto por pedras. Ele foi parcialmente reconstruído.                                                |
| Pentre Ifan                              |                                       | País de Gales                         | Europa                                | 3500 a.C.                             | Dólmen Neolítico                                                             | Ele contém e dá o seu nome aos maiores e mais bem preservados dólmens neolíticos no País de Gales. Um dos dólmens neolíticos mais antigos e mais bem preservados no Reino Unido.                                                                                      |
| Sechin Bajo                              |                                       | Peru                                  | América do Sul                        | 3500 a.C.                             | Praça                                                                        | A mais antiga construção conhecida das Américas. |
| La Hougue Bie                            |                                       | Jersey                                | Europa                                | 3500 a.C.                             | Tumba de passagem                                                            | Uma longa câmara de passagem de 18,6 m (61,0 ft), com uma capela medieval construída em cima. |
| Moledro Camerado Midhowe                 |                                       | Escócia                               | Europa                                | 3500 a.C.                             | Tumba                                                                        | Um exemplo bem preservado do tipo em Órcades-Cromarty na ilha Rousay. |
| Tumba de passagem de Gavrinis            |                                       | França                                | Europa                                | 3500 a.C.                             | Tumba                                                                        | Uma pequena ilha situada no Golfo de Morbihan. |
| Wayland's Smithy                         |                                       | Inglaterra                            | Europa                                | 3460 a.C.                             | Câmara de tumba                                                              | Um pequeno monte construído em cima de uma câmara funerária. |
| Moledro Camerado de Unstan               |                                       | Escócia                               | Europa                                | 3450 a.C.                             | Tumba                                                                        | Escavada em 1884, quando uma boa sepultura foi encontrada, recebeu o seu nome de um tipo de cerâmica neolítica que os arqueologista chamam de Onda de Unstan. |
| Knowe de Yarso monte de pedras cameradas |                                       | Escócia                               | Europa                                | 3350 a.C.                             | Tumba                                                                        | Uma das várias tumbas da ilha de Rousay, ela contém vários esqueletos de Cervos, foi escavada em 1930. |
| Quarterness monte de pedras cameradas    |                                       | Escócia                               | Europa                                | 3250 a.C.                             | Tumba                                                                        | O remanescente de 150 outras individuais que foram encontradas dentro de escavações dos anos de 1970. |
| Templos de Tarxien                       |                                       | Malta                                 | Europa                                | 3250 a.C.                             | Templos                                                                      | Parte dos Templos megalíticos de Malta que fazem parte do Patrimônio Mundial. |
| Shahr-e Sūkhté                           |                                       | Irã                                   | Ásia                                  | 3200 a.C.                             | Assentamento                                                                 | Uma rica fonte de informação em relação ao surgimento de sociedades complexas e contatos entre eles no terceiro milênio. |
| Skara Brae                               |                                       | Escócia                               | Europa                                | 3180 a.C.                             | Assentamento                                                                 | Vila Neolítica mais bem preservada do norte da Europa. |
| Tumba das Águias                         |                                       | Escócia                               | Europa                                | 3150 a.C.                             | Tumba                                                                        | Em uso por 800 anos ou mais. Muitos ossos de pássaros foram encontrados aqui, com predominância dos de Águias-rabalva. |
| Newgrange                                |                                       | Irlanda                               | Europa                                | 3100 – 2900 a.C.                      | Tumba                                                                        | Parcialmente reconstruída em volta da tumba de passagem. |
| Dólmen de Bagneux                        |                                       | França                                | Europa                                | 3000 a.C.                             | Dólmen                                                                       | Este é o maior dólmen da França, e talvez do mundo, o comprimento total do dólmen é de 23 m (75,5 ft) com uma câmara interna de acima de 18 m (59,1 ft) e largura de pelo menos 3 m (9,84 ft) ou mais.                                                                |
| Moledro cinza de Camster                 |                                       | Escócia                               | Europa                                | 3000 a.C. ou mais antigo              | Tumba                                                                        | Localizada perto de Upper Camster em Caithness. |
| Hulbjerg Jættestue                       |                                       | Dinamarca                             | Europa                                | 3000 a.C.                             | Tumba de passagem                                                            | A tumba está escondida rodeada por um monte na ponta sul da ilha de Langeland. Uma das caveiras encontradas aqui mostrava traços dos primeiros trabalhos dentários do mundo.                                                                                          |
| Maikop kurgans                           |                                       | Rússia                                | Europa                                | 3000 a.C.                             | Tumba                                                                        | Existem inúmeros túmulos, alguns talvez originários da Cultura maikop do norte do Cáucaso. |
| Moledro Camerado de Taversoe Tuick       |                                       | Escócia                               | Europa                                | 3000 a.C.                             | Tumba                                                                        | Excepcionalmente, existe uma câmara superior e inferior. |
| Holm of Papa                             |                                       | Escócia                               | Europa                                | 3000 a.C.                             | Tumba                                                                        | A câmara central é mais longa que 20 m (65,6 ft). |
| Barpa Langass                            |                                       | Escócia                               | Europa                                | 3000 a.C.                             | Tumba                                                                        | O melhor monte de pedras camerado das Hébridas. |
| Moledro Camerado de Cuween Hill          |                                       | Escócia                               | Europa                                | 3000 a.C.                             | Tumba                                                                        | Escavada em 1901, quando foi encontrada continha ossos de homens, cachorros e bois. |
| Moledro Camerado de Quoyness             |                                       | Escócia                               | Europa                                | 2900 a.C.                             | Tumba                                                                        | Um arco de pedras da Idade do Bronze rodeia este monte de pedras na ilha de Sanday. |
| Maeshowe monte de pedras camerado        |                                       | Escócia                               | Europa                                | 2800 a.C.                             | Tumba                                                                        | A passagem da entrada tem 11 m (36,1 ft) de comprimento e conduz à câmara central medindo aproximadamente 4,6 m (15,1 ft) em cada lado. |
| Pirâmide de Djoser                       |                                       | Egito                                 | África                                | 2667 – 2648 a.C.                      | Sepultura                                                                    | Primeira construção com corte de pedra em larga escala. |
| Harapa                                   |                                       | Paquistão                             | Ásia                                  | 2600 a.C.                             | Assentamento                                                                 | Uma cidade fortificada da Era do Bronze com casas esculpidas em argila no oeste de Sahiwal. A civilização, com um possível sistema de escrita, centros urbanos, e diversificado sistema econômico e social.                                                           |
| Moenjodaro                               |                                       | Paquistão                             | Ásia                                  | 2600 a.C.                             | Assentamento                                                                 | Sítio arqueológico próximo à Lankana, Sidh, Gujrat. Primeiro assentamento do mundo com uma ou duas casas feitas com tijolos, banheiros públicos, salas de reuniões, mercado central e drenos cobertos.                                                                |
| Dolavira                                 |                                       | Índia                                 | Ásia                                  | 2650 – 2100 a.C.                      | Assentamento                                                                 | Um complexo de ruínas com datas variadas. Reservatórios de água de tijolos, com degraus, túmulos circulares e ruínas da cidade bem planejada. |
| Caral                                    |                                       | Peru                                  | América do Sul                        | 2600 a.C.                             | Pirâmide                                                                     | Uma vez pensada ser a construção mais antiga da América do Sul. |
| Meidum                                   |                                       | Egito                                 | África                                | c. 2580 a.C.                          | Tumba                                                                        | Estrutura da IV dinastia egípcia concluída por Seneferu. |
| Pirâmide Curvada                         |                                       | Egito                                 | África                                | c. 2580 a.C.                          | Tumba                                                                        | Segunda estrutura completada por Seneferu. |
| Pirâmide Vermelha                        |                                       | Egito                                 | África                                | 2580 a.C.                             | Tumba                                                                        | Terceira grande pirâmide construída por Seneferu. |
| Pirâmide de Quéops                       |                                       | Egito                                 | África                                | 2560 a.C.                             | Tumba                                                                        | Mausoléu da IV dinastia egípcia, pertencente ao Faraó Egípcio Quéops Foi a estrutura feita pelo homem mais alta do mundo por mais de 3800 anos, até o ano de 1300. |
| Knowth                                   |                                       | Irlanda                               | Europa                                | Entre 2500 – 2000 a.C.                | Tumba de passagem                                                            | [ 59 ] |
| Pirâmide de Quéfren                      |                                       | Egito                                 | África                                | 2500 a.C.                             | Tumba                                                                        | Uma das Pirâmides de Giza. |
| Pirâmide de Miquerinos                   |                                       | Egito                                 | África                                | 2500 a.C.                             | Tumba                                                                        | Miquerinos foi provavelmente o sucessor de Quéfren. |
| Dowth                                    |                                       | Irlanda                               | Europa                                | 2500 a.C.                             | Tumba de passagem                                                            | O monte de pedras tem 85 m (279 ft) de diâmetro e 15 m (49,2 ft) de altura. |
| Pirâmide de Userquerés                   |                                       | Egito                                 | África                                | c. 2480 a.C.                          | Tumba                                                                        | Localizada próximo da Pirâmide de Djoser. |
| Pirâmide de Sefrés                       |                                       | Egito                                 | África                                | c. 2480 a.C.                          | Tumba                                                                        | Construída para Sefrés. |
| Pirâmide de Neferircaré                  |                                       | Egito                                 | África                                | c. 2460 a.C.                          | Tumba                                                                        | Construída para Neferircaré. |
| Pirâmide de Neferefré                    |                                       | Egito                                 | África                                | c. 2455 a.C.                          | Tumba                                                                        | Nunca completada mas contém a tumba. |
| Pirâmide de Niuserré                     |                                       | Egito                                 | África                                | c. 2425 a.C.                          | Tumba                                                                        | [ 63 ] |
| Pirâmide de Tanquerés                    |                                       | Egito                                 | África                                | c. 2370 a.C.                          | Tumba                                                                        | |
| Pirâmide de Unas                         |                                       | Egito                                 | África                                | c. 2340 a.C.                          | Tumba                                                                        | [ 64 ] |
| Pirâmide de Teti                         |                                       | Egito                                 | África                                | c. 2330 a.C.                          | Tumba                                                                        | |
| Labbacallee                              |                                       | Irlanda                               | Europa                                | c. 2300 a.C.                          | Tumba                                                                        | A maior tumba em cunha da Irlanda.[carece de fontes?] |
| Pirâmide de Merenré                      |                                       | Egito                                 | África                                | c. 2275 a.C.                          | Tumba                                                                        | Construída para Merenré I mas não completada. |
| Pirâmide de Pepi                         |                                       | Egito                                 | África                                | c. 2180 a.C.                          | Tumba                                                                        | |
| Monte de Pedras Crantit                  |                                       | Escócia                               | Europa                                | 2130 a.C.                             | Tumba                                                                        | Descoberta em 1998 próximo a Kirkwall. |
| Dólmen de Viera                          |                                       | Espanha                               | Europa                                | 2000 a.C.                             | Tumba                                                                        | O Dólmen de Viera ou Dólmen de los Hermanos Viera–é um tipo de dólmen com câmara simples de tumba megalítica. |
| Dólmen de Cava dei Servi                 |                                       | Sicília                               | Europa                                | 2000 a.C.                             | Tumba                                                                        | O Dólmen de Cava dei Servi é um monumento semi-oval formado por quatro lajes retangulares fixadas no solo. Três lajes estão em cima, inclinando-se em tal maneira que reduzem a superfície e dão forma a uma abóbada falsa.                                           |
| Tumba de passagem de Rubha an Dùnain     |                                       | Escócia                               | Europa                                | 2000 a.C. ou mais antigo              | Tumba                                                                        | [ 69 ] [ 70 ] [ 71 ] |
| Monte de Pedras Camerado de Corrimony    |                                       | Escócia                               | Europa                                | 2000 a.C. ou mais antigo              | Tumba                                                                        | Uma tumba de passagem tipo Clava cercado por um círculo de 11 pedras eretas. |
| Cnossos                                  |                                       | Grécia                                | Europa                                | 2000 – 1300 a.C.                      | Palácio                                                                      | Estrutura Minoica em um sítio neolítico. |
| Bryn Celli Ddu                           |                                       | País de Gales                         | Europa                                | 2000 a.C.                             | Tumba                                                                        | Localizado na ilha de Anglesey. |
| Clava de Balnuaran                       |                                       | Escócia                               | Europa                                | 2000 a.C.                             | Tumba                                                                        | A maior das três é o monte de pedras nordeste, que foi parcialmente reconstruída no Século IX. O monte central deve ter sido usado como uma pira funerária. |
| Monte de Pedras Vinquoy, Eday            |                                       | Escócia                               | Europa                                | 2000 a.C.                             | Tumba                                                                        | [ 78 ] |
| Pirâmide de Amenemés I                   |                                       | Egito                                 | África                                | 1960 a.C.                             | Tumba                                                                        | |
| Pirâmide de Sesóstris I                  |                                       | Egito                                 | África                                | c. 1920 a.C.                          | Tumba                                                                        | |
| Pirâmide de Sesóstris II                 |                                       | Egito                                 | África                                | c. 1875 a.C.                          | Tumba                                                                        | |
| Pirâmide de Sesóstris III                |                                       | Egito                                 | África                                | c. 1835 a.C.                          | Tumba                                                                        | Construída para Sesóstris III. |
| Pirâmide Negra                           |                                       | Egito                                 | África                                | c. 1820 a.C.                          | Tumba                                                                        | Construída para Amenemés III tem múltiplos défices estruturais. |
| Hauara                                   |                                       | Egito                                 | África                                | c. 1810 a.C.                          | Tumba                                                                        | Também construída para Amenemés III. |
| Pirâmide de Quendjer                     |                                       | Egito                                 | África                                | c. 1760 a.C.                          | Tumba                                                                        | Construído para o faraó Quendjer. |
| Nuraghe Santu Antine                     |                                       | Itália                                | Europa                                | 1600 a.C.                             | Possivelmente um forte                                                       | O segundo mais alto destes edifícios megalíticos encontrados na Sardenha e mais alto ainda em pé. |
| Su Nuraxi de Barumini                    |                                       | Itália                                | Europa                                | 1500 a.C.                             | Possivelmente um forte ou palácio                                            | O palácio de Barumini é formado por um enorme nuraghe quadrilátero, cuja torre central é a construção mais antiga. Originalmente ela possuía ao menos 20 m (65,6 ft) de altura e três andares.                                                                        |
| Nuraghe La Prisgiona                     |                                       | Itália                                | Europa                                | 1400 a.C.                             | Possivelmente um forte                                                       | O monumento tem uma torre central e duas torres secundárias dos lados a primeira com uma entrada definida por um dintel maciço de 3,20 m (10,5 ft). A câmara central tem um domo falso com mais de 6 m (19,7 ft) de altura.                                           |
| Zigurate de Dur-Curigalzu                |                                       | Iraque                                | Ásia                                  | Século XIV a.C.                       | Provavelmente para rituais religiosos                                        | Construído para o rei Cassitas Curigalzu I. |
| Tesouro de Atreu                         |                                       | Grécia                                | Europa                                | 1250 a.C.                             | Tumba                                                                        | A cúpula mais alta e mais larga do mundo por mais de mil anos. |
| Tchogha Zanbil                           |                                       | Irã                                   | Ásia                                  | 1250 a.C.                             | Templo                                                                       | Um dos poucos zigurates existentes fora da Mesopotâmia. |
| Naveta des Tudons                        |                                       | Espanha                               | Europa                                | 1200 – 750 a.C.                       | Ossário                                                                      | A mais famosa câmara de tumba megalítica de Minorca. |
| Dún Aonghasa                             |                                       | Irlanda                               | Europa                                | 1100 a.C.                             | Forte                                                                        | Dún Aonghasa, também chamado de Dun Aengus, foi descrito como um dos mais espetaculares monumentos pré-históricos da Europa ocidental. As muralhas de pedras da colina são feitas de 4 espaços amplos concêntricos.                                                   |
| Tumba Real de Kivik                      |                                       | Suécia                                | Europa                                | 1000 a.C.                             | Tumba                                                                        | Perto de Kivik são as remanescentes de uma tumba dupla incomum da Idade do Bronze sueca. |
| Pirâmide Circular de Cuicuilco           |                                       | México                                | América do Norte                      | 800 – 600 a.C.                        | Centro cerimonial                                                            | Um das mais antigas estruturas mesoamericanas. Primeiros passos para a criação de um calendário baseado no Sol. |
| Fortaleza de Vã                          |                                       | Turquia                               | Ásia                                  | 750 a.C.                              | Fortaleza                                                                    | Uma pedra massiva do Reino de Urartu sobressaindo sobre Tuspa capital do reino. |
| Necrópoles de Cerveteri e Tarquinia      |                                       | Itália                                | Europa                                | 700 a.C.                              | Tumbas                                                                       | Estas necrópoles Etruscas contém milhares de tumbas, algumas organizadas em formas parecidas com cidades. |
| Templo de Hera                           |                                       | Itália                                | Europa                                | 500 a.C.                              | Templo                                                                       | Parte de três grandes templos em estilo Dórico. |
| Tumba de Ciro                            |                                       | Irã                                   | Ásia                                  | 530 a.C.                              | Tumba                                                                        | Tumba de Ciro, o Grande localizada em Pasárgada. |
| Templo de Yeha                           |                                       | Etiópia                               | África                                | 500 a.C.                              | Templo                                                                       | Templo do Sol e da Lua. |
| Partenon                                 |                                       | Grécia                                | Europa                                | 432 – 447 a.C.                        | Templo                                                                       | Na Acrópole de Atenas. |
| Túmulo Trácio de Kazanlak                |                                       | Bulgária                              | Europa                                | 300 – 400 a.C.                        | Tumba                                                                        | Localizada próxima da capital Trácia de Seutópolis, construída para o rei Seutes III, faz parte de uma grande necrópoles. |
| Estupa de Sanchi                         |                                       | Índia                                 | Ásia                                  | 300 a.C.                              | Templo Budista                                                               | Está localizado na vila de Sanchi. |
| Estupa de Dhamek                         |                                       | Índia                                 | Ásia                                  | 249 a.C.                              | Templo Budista                                                               | Localizado em Saranate, Varanasi. |
| Broch de Mousa                           |                                       | Escócia                               | Europa                                | 100 a.C.                              | Torre de pedra seca (Broch)                                                  | Localizada nas Ilhas Shetland é uma das mais bem preservadas construções da pré-história na Europa. |
| Dun Carloway                             |                                       | Escócia                               | Europa                                | 100 a.C.                              | Torre de pedra seca (Broch)                                                  | Construída no Século I a.C.. |
| Museu Tumba Lei Cheng Uk Han             |                                       | Hong Kong                             | Ásia                                  | Ano 25 d.C.                           | Tumba                                                                        | |
| Coliseu                                  |                                       | Itália                                | Europa                                | Ano 70 – 80 d.C.                      | Anfiteatro                                                                   | |